# Carboxisoma

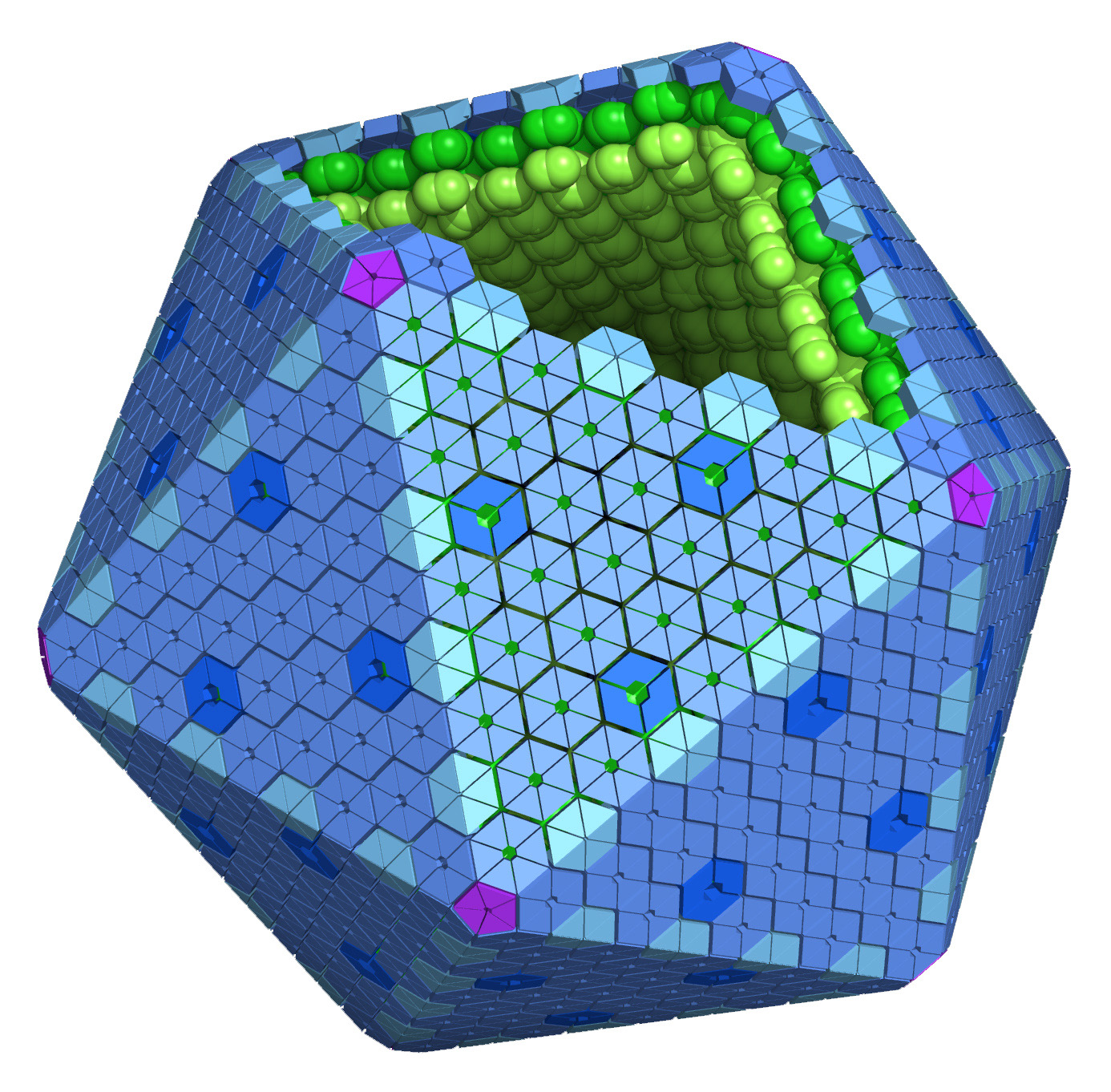
Vista del carboxisoma y estructuras bacterianas relacionadas.

Los carboxisomas son inclusiones citoplasmáticas de forma poliédrica presentes en algunas bacterias. Contiene la enzima Ribulosa-1,5-bisfosfato-carboxilasa-oxigenasa (RuBisCO), la cual se encarga de la fijación del dióxido de carbono durante la fotosíntesis. Se han encontrado carboxisomas en cianobacterias, bacterias nitrificantes, bacterias fotosintéticas y bacterias quimiolitotróficas.